# Hedyotis fulva
Hedyotis fulva är en måreväxtart som beskrevs av Joseph Dalton Hooker. Hedyotis fulva ingår i släktet Hedyotis och familjen måreväxter. Inga underarter finns listade i Catalogue of Life.